# سیارک ۱۵۱۱۲
سیارک ۱۵۱۱۲ (به انگلیسی: 15112 Arlenewolfe، نامگذاری:2000CY94) پانزده هزار و صد و دوازدهمین سیارک کشف شده‌است که در ۸ فوریه ۲۰۰۰ کشف شد.
قدر مطلق سیارک برابر ۲۰.۴ است.